# Fort Monroe
Fort Monroe er en militær installation som ligger ved Old Point Comfort på sydspidsen af Virginiahalvøen. Sammen med Fort Calhoun, som senere blev omdøbt til Fort Wool, bevogtede den indsejlingen fra Chesapeake Bay til Hampton Roads, som er et farvand hvor de tre floder Elizabeth River fra sydøst, Nansemond River fra nordvest, og denne større James River fra nordvest flyder sammen.
På den oprindelige opdagelsesrejse, som blev ledet af kaptajn Christopher Newport i Virginia-kolonien første tid, blev stedet identificeret som et strategisk defensivt punkt. I maj 1607 blev den første permanente engelske koloni i det nuværende USA oprettet ca. 40 km længere inde i landet langs James River ved Jamestown. Området hvor Fort Monroe ligger blev en del af Elizabeth City i 1619, Elizabeth River Shire i 1634, og blev medtaget i Elizabeth City County da det blev grundlagt i i 1643. Over 300 år senere, i 1952, blev Elizabeth City County og nabo til Fort Monroe, og den nærliggende by Phoebus, enige om at slå sig sammen med byen Hampton, som blev en af de store Syv byer ved Hampton Roads.
De første fæstningsværker ved Old Point Confort blev etableret i 1609 og lå der i et par hundrede år. Det langt større fort af sten, der fik navnet Fort Monroe (og det overfor liggende Fort Calhoun på en kunstig ø på den anden side af sejlrenden) blev bygget færdigt i 1834. Fortet blev navngivet efter den amerikanske præsident James Monroe. Gennem den amerikanske borgerkrig 1861-1865 forblev Fort Monroe under Unionens kontrol, selv om det meste af Virginia blev en del af Amerikas Konfødererede Stater. Det blev et bemærkelsesværdigt historisk og symbolsk sted hvor rømmede slaver som led i regeringens politik blev givet fri.
I adskillige år efter krigen blev den tidligere præsident for Sydstaterne, Jefferson Davis, holdt fanget på et område der i dag er kendt som kasematmuseet på fortet.
Fuldstændig omgivet af en voldgrav er det sekssidede stenfort det eneste af sin art i USA, som stadig anvendes af militæret. Fort Monroe er et af flere militære områder, der er udvalgt til at blive lukket i september 2011. Mange af dets funktioner er i gang med at blive flyttet til det nært liggende Fort Eustis (som blev opkaldt efter Fort Monroes første kommandør, General Abraham Eustis, en kendt artilleri ekspert). Adskillige planer for hvad fortet skal bruges til når det ikke længere er militært område er under udvikling i Hampton området.

## Historie

### Kolonitiden
De første kolonister fra Virginia kompagniet ankom med 3 skibe anført af kaptajn Christopher Newport og kaptajn John Smith til området, hvor de i 1607 grundlagde den første blivende engelske bebyggelse i Nordamerika. Bebyggelsen blev anlagt ved Jamestown ved bredden af James River et stykke inde i landet. Ved deres første udforskning af området indså kolonisterne den strategiske betydning af området ved Old Point Comfort i forsvaret af kysterne. De byggede først Fort Algernourne (1609-1612) der hvor Fort Monroe ligger i dag. Det antages, at det har været et trekantet palisadefort, baseret på fortet ved Jamestown. Fort Algernoure brændte i 1612. Et nyt fort, som kun er kendt under navnet "det gamle fort ved Old Point Comfort" blev bygget i 1632. Det blev ødelagt af en orkan i 1667. I 1728 blev Fort George bygget på stedet. Dets murstensmure blev ødelagt af en orkan i 1749, men træbygningerne indeni fortet blev fortsat anvendt af en reduceret styrke indtil i hvert fald 1775. I 1781, under belejringen af Yorktown, etablerede den franske Vestindienflåde et batteri på ruinerne af Fort George. Gennem koloniperioden var fortifikationerne bemandet fra tid til anden.

### Tidlige 19. århundrede
Efter krigen i 1812 blev USA klar over vigtigheden af at beskytte Hampton Roads og de indre farvande fra angreb fra havet, og bygningen begyndte i 1819 af det der skulle blive det største stenfort i USA. Fortet var tegnet af Simon Bernard og indeholdt en voldgrav som fuldstændig omringede de indre værker. Som ung premierløjtmant og ingeniør i den amerikanske hær blev Robert E. Lee stationeret der fra 1831 til 1834, og han spillede en stor rolle i den endelige opbygning af både Fort Monroe og fortet på den anden side af sejlløbet, Fort Calhoun. Fort Calhoun blev senere omdøbt til Fort Wool, blev bygget på en kunstig ø, kaldet Rip Raps på den anden side af sejlrenden ved Old Point Comfort midt i udmundingen af Hampton Roads. Fortet blev i kort tid brugt som arrest for indianerhøvdingen Black Hawk.
Da fortet stod færdigt i 1834, blev Fort Monroe omtalt som "Gibraltar of Chesapeake Bay". Fortet opfyldte sin mission ved at indeholde et imponerende antal af kraftigste artilleri i tiden, 32-punds kanoner med en rækkevidde på over 1 mile. Sammen med Fort Calhoun var det tilstrækkeligt til at dække hovedsejlløbet ind i området.
Fort Calhoun eller Wool med nedlagt efter 2. verdenskrig og det tidligere fort på Rip Raps ligger nu ved siden af den kunstige ø som blev lavet til Hampton Roads Bridge-Tunnel, der blev færdig i 1957).

### Amerikanske borgerkrig

#### 1860–61
Fort Monroe spillede en vigtig rolle den Amerikanske borgerkrig. Den 20. december 1860 blev South Carolina den første stat, som udtrådte af Unionen, Fire måneder senere den 12. april 1861 åbnede tropper fra denne stat ild mod Fort Sumter i Charleston havn. Fem dage senere blev Virginia den 8. sydstat som forlod Unionen og tilsluttede sig den nyoprettede Amerikas Konfødererede Stater.
Præsident Abraham Lincoln fik hurtigt sendt forstærkninger til Fort Monroe så det ikke ville blive erobret af tropper fra Sydstaterne. Det forblev i Unionens hænder under hele borgerkrigen, og adskillige ekspeditioner til lands og til vands udgik herfra.
Nogle få uger efter slaget ved Fort Sumter i 1861, foreslog den øverstkommanderende for USA's hær general Winfield Scott præsident Abraham Lincoln en plan for hvordan Sydstaterne skulle bringes tilbage i Unionen: Afskær Sydstaterne fra resten af verden i stedet for at angribe deres hær i Virginia. Hans plan gik ud på at etablere blokade af Sydstaternes kystlinie og kontrollere Mississippifloden med kanonbåde. I samarbejde med flåde udvidede tropper fra Fort Monroe Unionens kontrol med kysterne i North og South Carolina da Lincolc beordrede en blokade af Sydstaternes kyster fra South Carolina til Rio Grande floden den 19. april, og den 27. april udvidede den til også at omfatte North Carolina og Virginias kyster.
Den 20. april brændte og evakuerede Unionens flåde flådeværftet i Norfolk, og afbrændte samtidig ni skibe. Herefter var Fort Monroe ved Old Point Comfort den eneste bastion, som De Forenede Stater havde ved Virginias kyst. Besættelsen af Norfolk gav Sydstaterne deres eneste store skibsværft og tusinder af tunge kanoner, men de holdt det kun i et år. Sydstaternes Brigadegeneral Walter Gwynn, som havde kommandoen over Sydstaternes forsvar omkring Norfolk, byggede batterier ved Sewell's Point, både for at beskytte Norfolk og for at få kontrol over Hampton Roads.
Unionen sendte en flåde til Hampton Roads for at opretholde blokaden, og den 18. maj–19. maj 1861 udvekslede kanonbåde fra nordstaterne med base i Fort Monroe skud med sydstatsbatterier på Sewell's Point. Det næsten glemte slag ved Sewell's Point resulterede ikke i mange skader til nogen af siderne.
Adskillige landoperationer mod sydstatsstyrker blev igangsat fra fortet, mest bemærkelsesværdigt slaget ved Big Bethel i juni 1861.
Fort Monroe var også stedet hvor generalmajor Benjamin Franklin Butler den 27. maj 1861 tog sin berømte "kontrabande beslutning" hvorefter slaver, som nåede Unionens linjer, ikke ville sendte tilbage til slaveri. Denne ordre betød i at bølger af slaver flygtede til Unionens linjer omkring Fort Monroe, der var Butlers hovedkvarter i Virginia, og gav Fort Monroe sit andet øgenavn "Freedom's Fortress", da enhver slave, som nåede det ville blive sat fri.
Under general Butlers kommando husede fort Monroe en militær ballon lejr under ledelse af aeronauten John LaMountain. Mens hærens ballonkorps var under vikling på Fort Corcoran nær Arlington den af præsidenten udpegede Professor Thaddeus S. C. Lowe, havde LaMountain, som også kappedes om at blive Chef Aeronaut, opnået Butlers tillid ved at bruge sin ballon Atlantic til observationer fra luften. LaMountain får æren for at være den første, som har afgivet en rapport fra luften, som var af praktisk militær værdi. LaMountain blev senere overført til Lowe's balloon korps, men efter en periode med stridigheder med Lowe blev han fritstillet fra militærtjeneste. Lowe udstationerede med tiden regulære militære balloner på Fort Monroe.

#### 1862
I marts 1862, fandt Slaget ved Hampton Roads sted ud for Sewell's Point mellem de første jernpansrede krigsskibe, CSS Virginia og USS Monitor. Selv om slaget endte uden en egentlig vinder, markerede slaget en forandring i maritim krigsførelse og enden på æraen med krigsskibe af træ.
Senere på foråret betød den fortsatte tilstedeværelse af Unionens flåde ved Fort Monroe at Unionens transportskibe uden tab kunne overføre tropper og forsyninger til generalmajor George B. McClellan's Peninsula kampagne. McClellans tropper blev opstillet ved Fort Monroe og rykkede op gennem Virginia halvøen i løbet af foråret 1862 og nåede frem til få km fra Richmonds porte, ca. 130 km vestpå til 1. juni. I den næste måned belejrede de Richmond. Derefter faldt McClellan i Syv dages slaget, tilbage til floden James et godt stykke nedenfor Richmond, hvilket afsluttede kampagnen. Heldigvis for McClellan overtog Unionens tropper i samme periode kontrollen med Norfolk, Hampton Roads og floden James nedenfor Drewry's Bluff (et strategisk punkt ca. 13 km syd for Richmond).

#### 1864–96
I 1864 blev Unionens Army of the James under Generalmajor Benjamin Butler opstillet ved Fort Monroe. Det 2. farvede kavalerirgiment mønstrede ved Fort Monroe den 22. december 1864, og det 1. farvede kavaleriregiment mønstrede samme dag i den nærliggende Camp Hamilton. Belejringen af Petersburg i 1864 og 1865 fik støtte fra en base ved City Point (nu Hopewell) på floden James. At fastholde kontrollen med Hampton Roads fra Fort Monroe og Fort Wool var af afgørende betydning for den støtte som general Grant havde brug for fra flåden for at kunne tage Petersburg, som var nøglen til at erobre Sydstaternes hovedstad Richmond. Da Petersburg faldt blev Richmond evakueret i natten mellem den 2. og 3. april 1865, og Sydstatsregeringen med præsident Jefferson Davis i spidsen undslap med Richmond og Danville jernbanen, først til Danville og derefter til North Carolina. Krigen var imidlertid tabt og Sydstatsgeneralen Robert E. Lee overgav sig med resterne af Army of Northern Virginia til Grant ved Appomattox Courthouse den følgende uge.
Efter at det sidste kabinetsmøde var blevet afholdt den 26. april 1865 i Charlotte, North Carolina blev Jefferson Davis taget til fange i Irwinville i Georgia og sat i arrest. Han blev indsat i en uopvarmet åben kasemat i Fort Monroe i to år. Nogle historikere har været inde på om denne behandling i fangenskab var tænkt som en måde at tage livet af ham på. Med dårligt helbred blev Davis løsladt mod kaution i maj 1867. Kautionen blev stillet af prominente borgere fra både Nord- og Sydstater, herunder Horace Greeley og Cornelius Vanderbilt, som var blevet overbevist om at han blev behandlet urimeligt. Regeringen tog ikke yderligere skridt for at retsforfølge Davis som følge af de forfatningsmæssige betænkeligheder som blev fremført af lederen af højesteret Salmon P. Chase.
Journal of the United States Artillery blev startet på Fort Monroe i 1892 af premierløjtnant (senere general) John Wilson Ruckman og fire andre officerer på artilleriskolen. Ruckman var redaktør af Journal i fire år (Juli 1892 til januar 1896) og offentliggjorde adskillige artikler deri senere. En udgivelse fra West Point bemærker at Ruckmans “styring” og “første klasses” arbejde var indlysende da Journal “steg til den højeste rang blandt tjenesteaviser i verden.” Journal blev omdøbt til Coast Artillery Journal i 1922 og Antiaircraft Journal i 1948.

### 20. århundrede
Med tiden blev våbnene på Fort Monroe forbedret i takt med fremskidt i teknologien. Hertil kom at fortet kontrollerede adskillige underinstallationer rundt om Hampton Roads, hvilket gjorde området til et af de stærkest forsvarede i De Forenede Stater.
Jamestown Udstillingen som blev afholdt i 1907 ved Hampton Roads, indeholdt en stor flådeopvisning af bl.a. den Store hvide flåde. I 1917 blev det tidligere udstillingsområde en stor base for United States Navy.I dag er flådebasen ved Norfolk hjemsted for flådestyrkerne i Atlanterhavet, Middelhavet og Det indiske Ocean. Det er verdens største flådestation målt på hvor stor en mandskabsstyrke den understøtter.
Fort Monroe og Fort Wool stod vagt under 1. verdenskrig og 2. verdenskrig, og beskyttede Hampton Roads og de vigtige militære og civile ressourcer inde på land.
Under 2. verdenskrig var Fort Monroe hjem for en imponerende samling kystartillerikanoner fra 3 tommer hurtigskydende kanoner til 16 tommer kanoner, der kunne skyde projektiler på 900 kg 40 km væk. Hertil kom, at hæren styrede ubåds barrierer og undervands minefelter. Alle disse befæstninger blev alle forældede efter 2. verdenskrig ved udviklingen af langdistance bombefly og hangarskibe.
Efter at kanonerne var fjernet fik Fort Monroe en opgave, som den fortsat udfylder i dag. Efter 2. verdenskrig har den været øverste hovedkvarter for træning af soldater til krigsindsats. I 1973 blev Fort Monroe hjemsted for United States Army Training and Doctrine Command (TRADOC), som kombinere rekruttering, træning og uddannelse af soldater med udvikling af operationelle doktriner.

## Fort Monroe i dag
Fort Monroe har om dagen et befolkningstal på omkring 2.100 heraf 1.100 i uniform. Der er 2.000 civile og kontraktansatte og ca. 800 familiemedlemmer, som bor på stedet.
Udover fortsat at være en aktiv militær installation er Fort Monroe blevet et populært historisk område. Kasematmuseet blev åbnet i 1951 og beskriver fortets og Old Point Comforts historie med særlig fokus på borgerkrigsperioden. Man kan se præsident Jefferson Davis' fængselscelle. Man kan også se det kvarter som premierløjtnant Robert E. Lee havde i 1831-34, samt der hvor præsident Abraham Lincoln var indkvarteret som gæst i maj 1862.
Fort Monroe er skueplads for mange løbe arrangementer, herunder i mange år the Shamrock Sportsfest Marathon.
Det nærtliggende Fort Wool på Rip Raps er også tilgængeligt for ture.

## Lukning
USA's forsvarsministerium udsendte den 13. maj 2005 en liste over militære installationer, som det anbefalede skulle lukkes – heriblandt Fort Monroe. Listen blev godkendt af præsident George W. Bush den 15. september 2005 og da USAs Kongres ikke gjorde ophævelser, blev det til lov, hvilket betyder at Fort Monroe lukkes senest i 2011.

## Fremtidig anvendelse
Det er uafklaret hvad der skal ske med fortet efter lukningen. I almindelighed bliver overskydende militære installationer overdraget til de respektive delstater. Det vil have stor betydning for den fremtidige udvikling at en stor del af området blev udlånt af staten Virginia til føderationen, og at disse arealer går tilbage til Virginia når Fort Monroe lukker.